# Echinoclathria chalinoides
Echinoclathria chalinoides är en svampdjursart som först beskrevs av Carter 1885.  Echinoclathria chalinoides ingår i släktet Echinoclathria och familjen Microcionidae.
Artens utbredningsområde är Sydaustralien. Inga underarter finns listade i Catalogue of Life.